# جورج هيندريكس بيفيرلي
جورج هيندريكس بيفيرلي (بالإنجليزية: George Hendricks Beverley)‏ هو ضابط أمريكي، ولد في 27 مايو 1897 في أماريلو في الولايات المتحدة، وتوفي في 15 سبتمبر 1988.